# É Tempo de Alegria
É Tempo De Alegria é o álbum de estreia do apresentador de televisão Celso Portiolli, lançado em 1 de janeiro de 1998 pelas gravadoras Polygram e Polydor Records, agora distribuído no streaming pela Universal Music.
O álbum foi produzido pelo renomado produtor musical brasileiro Michael Sullivan e possui várias composições de diversos compositores como Dudu Falcão, Francisco Alves, René Bittencourt, Adilson Campos, Paulo Massadas, Michael Sullivan, entre outros (com exceção de Fogo na Floresta, única música na qual Celso Portiolli ajudou a compor).
O nome do álbum é inspirado num programa de mesmo nome, apresentado por Portiolli na época.
A música Amizades Virtuais acabou se tornando um  meme na internet na década de 2010 e chegou a inspirar uma página humorística, criada por usúarios do Facebook.

## Antecendentes e Lançamento
Após assinar um contrato com o SBT em 1997 no qual Portiolli ganharia dinheiro com inserções comerciais de venda de discos, ele realizou um acordo duradouro com a gravadora Paradoxx Music, lançando várias coletâneas com músicas de Dance Music de artistas internacionais, chegando a vender mais de 1 milhão de cópias com as vendas e sendo o idealizador da promoção "Compre 1, leve 2" de discos. Durante esse período, Celso assinou um contrato com a gravadora multinacional Polygram e seu selo Polydor para lançar seu primeiro álbum de estúdio, com ele interpretando todas as músicas. O álbum não obteve o mesmo desempenho comercial que as coletâneas, resultando em posteriormente Portiolli focar apenas nos lançamentos delas.